# Karl Lauck
Pour les articles homonymes, voir Lauck.
Karl Georg Lauck (né le 13 décembre 1840 à Karlsruhe et mort le 1er février 1906 à Waldshut) est avocat et député du Reichstag.

## Biographie
Lauck étudie au lycée de Karlsruhe et étudie le droit dans les universités de Fribourg et Heidelberg. En 1866, il devient stagiaire juridique, en 1869 avocat stagiaire et en 1874 juge de district à Wiesloch. En 1877, il se rend à Lörrach en tant que tel, où il est nommé magistrat principal en 1880, avant de s'installer à Fribourg en tant que juge de district en 1889. En 1875/76, il est membre de l'assemblée du district de Heidelberg. Entre 1879 et 1883 et de 1885 à 1904, il est membre de la seconde chambre de Bade. En 1889, il est accepté comme membre honoraire du KDStV Hercynia Freiburg im Breisgau (de). De 1890 à 1893, il est député du Reichstag pour la 4e circonscription du grand-duché de Bade (Lörrach, Müllheim) avec le Zentrum